# Лебедев, Владимир Алексеевич
Лебедев Владимир Алексеевич (15 июля 1901, г. Ревель — 12 июля 1973, Москва) — политработник советского ВМФ, генерал-майор береговой службы.

## Биография
В 1919 году вступил в компартию. В 1920 году пошёл в ряды рабоче-крестьянской Красной Армии, а в ВМФ СССР — с 1926 года. В 1923 году окончил Военно-политическую школу им. Энгельса, затем продолжил учебу в КУПС Военно-политической академии.
Годы Гражданской войны начинал политбойцом, секретарем военкома 145-го стрелкового полка 49-й бригады Западного фронта. В 1941 году занимал должность заместителя начальника управления ГПУ ВМФ.
В Великую Отечественную войну вступил в августе 1941 года, и был назначен военным комиссаром морской обороны Ленинграда и Озёрного района. В 1943 году получил должность начальника политического управления КБФ. В октябре 1954 года вышел в запас с должности заместителя начальника ПУ ВМС по политической части Минно-торпедного управления ВМС. Переаттестован со звания дивизионного комиссара (февраль 1941) до генерала-майора (май 1952).
Похоронен на Новодевичьем кладбище.

## Награды
- Орден Ленина (1945)
- Орден Красной Звезды (1944)
- Орден Красного Знамени (1943, 1944, 1945, 1950)